# Вязлов, Андрей Григорьевич
Андре́й Григо́рьевич Вя́злов (укр. Андрій Григорович В'язлов; 1862, Волынская губерния — 16 октября 1919, Каменец-Подольский) — российский и украинский государственный деятель, мировой судья, депутат Государственной думы I созыва от Киевской губернии. Министр юстиции в правительстве гетмана Украины Павла Скоропадского.

## Биография
По происхождению — украинец. Православного вероисповедания. Родом из крестьян Владимир-Волынского уезда. В 1890 году окончил юридический факультет Киевского университета.

### Юрист
- помощник секретаря в Луцком и Житомирском окружных судах;
- секретарь Житомирского окружного суда;
- судебный следователь Староконстантиновского уезда.
- С 1899 мировой судья Звенигородского уезда Киевской губернии.

### Общественный деятель
Вел активную общественную деятельность:
- сотрудник воскресной школы,
- попечитель арестного дома,
- директор тюремного комитета,
- помощник председателя Звенигородского комитета Общества улучшения народного труда.
- товарищ (заместитель) председателя Комитета по ходатайству об открытии в Звенигородке среднего учебного заведения,
- член и председатель попечительского совета Звенигородского среднего учебного заведения;
- член педагогического комитета Звенигородского коммерческого училища;
- председатель Звенигородской комиссии Киевского общества грамотности.

### Политик
- сторонник автономии Польши, Украины и других окраин России;
- выступал за национализацию земли, то есть в политическом спектре Вязлов находился левее партии кадетов[1].
- Во время революции 1905—1907 вступил в Конституционно-демократическую партию.

#### В Государственной Думе
21 апреля 1906 избран в Государственной думы I созыва от общего состава выборщиков Киевского губернского избирательно собрания.
- Входил в Конституционно-демократическую фракцию, Украинскую громаду и группу автономистов.
- Член Аграрной комиссии. Участвовал (вместе с И. Л. Шрагом и Е. Г. Шольпом) в подготовке громадой закона о национальных правах и проекта декларации об автономии Украины.
- Подписал конституционно-демократический земельный законопроект «42-х», разделяя идею частичной национализации земли и выкупа по справедливой оценке.
- Не разделял программу конституционных-демократов по национальному вопросу, отстаивал требование национально-территориальной автономии Украины.
- Подписал законопроект о гражданском равенстве и об изменении статей 55-57 Учреждения Государственной Думы.
- 10 июля 1906 года в г. Выборге подписал «Выборгское воззвание» и осужден по ст. 129, ч. 1, п. п. 51 и 3 Уголовного Уложения[1], приговорен к 3 месяцам тюрьмы, лишен права быть избранным и отстранен от судебной деятельности.

#### После роспуска Думы
Вернулся в Киев, поступил на службу в частное «Первое общество взаимного страхования жизни».
- Входил в Киевский комитет Конституционно-демократической партии, примыкал к её левому крылу.
- 23-28 сентября 1906 года депутат на 4-м съезде Конституционно-демократической партии от киевских кадетов.
- Сотрудничал с киевским обществом «Просвита» и «Товариществом украинских прогрессистов».

### В масонстве
Секретарь ложи «Киевская заря» со дня её основания и до закрытия её Великим востоком Франции в 1910 году.

### Во время Первой мировой войны
- В 1914—1918 годы уполномоченный комитета Всероссийского союза городов на Юго-Западном фронте.
- С лета 1915 уполномоченный комитета Всероссийского союза городов при 8-й армии. На правительственные субсидии Комитет и при активном участии Вязлова:

- оказывал помощь эвакуированному населению Галиции и Буковины,
- способствовал возрождению украинских школ и гимназий,
- опекал заложников-галичан, высылавшихся в Центральную Россию и Сибирь,
- создавал украинские народные школы в приютах для детей из Галиции, привлекая к этой работе украинскую интеллигенцию Киева.

### После революции
- Во время Февральской революции вышел из Конституционно-демократической партии и примкнул к украинскому национальному движению.
- Член Рады «Союза украинских автономистов-федералистов»[укр.] (март- июнь 1917),
- Член Киевского и Головного комитетов Украинской партии социалистов-федералистов (с мая 1918).
- Губернский комиссар Волыни от Временного правительства, затем от Центральной рады.
- Член Генерального суда Украинской народной Республики.
- При гетмане П. П. Скоропадском — начальник тюремного управления,
- Член Сената Украинской державы, министр юстиции (24 октября — 14 ноября 1918[источник не указан 2236 дней]).

Позднее отошел от политической деятельности и стал уполномоченным (по другим сведениям — председателем) Украинского Красного Креста в Киеве, затем в Каменце-Подольском. В начале 1919 в составе делегации от украинских партий заявил протест Директории УНР против еврейских погромов. Умер от тифа.